# Voßstraße

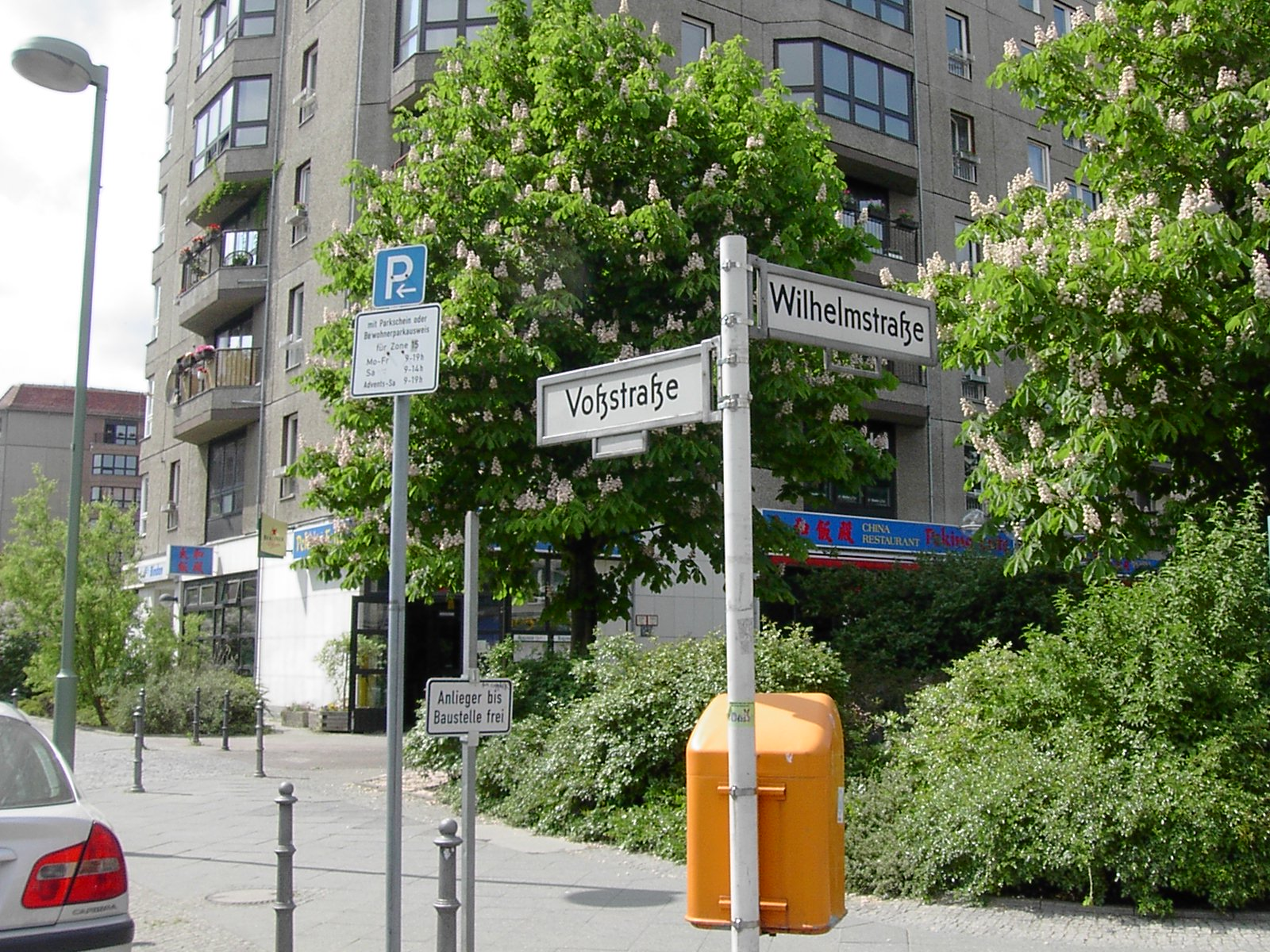
Sitio de la antigua Cancillería del Reich en la esquina de Voßstraße y Wilhelmstraße.

Voßstraße (también a veces escrito Voss Strasse o Vossstrasse (pronunciación alemana: [ˈfɔsˌʃtʁaːsə] es una calle en el centro de Berlín, la capital de Alemania. Corre de este a oeste desde Ebertstraße hasta Wilhelmstraße en el barrio de Mitte, una calle al norte de LeipzigerStraße y muy cerca de Potsdamerplatz. Es conocida por ser la ubicación del nuevo complejo de la Cancillería del Reich de Adolf Hitler, y el búnker donde pasó sus últimos días.

## Historia
En los siglos XVIII y XIX, el área fue el sitio de varias mansiones propiedad de miembros de la aristocracia prusiana, algunas de las cuales fueron tomadas por los departamentos gubernamentales. Uno de estos fue el hogar de Ferdinand August Hans Friedrich von Voß-Buch (1788-1871), un oficial militar prusiano que fue en algún momento comandante del "Regimiento Garde-Granadero Kaiser Alexander von Russland" que estaba estacionado en Berlín, y quien se retiró con el rango de General en 1854 y se convirtió en Conde en 1864. Su hogar era el "Marschall Palais" en Wilhelmstraße (a veces denominado "Palais Voß" o "Voßsche Palais"), construido en 1736 por el arquitecto Philipp Gerlach (1679-1748) y demolido en 1872, un año después de la muerte de Voß-Buch, para permitir la creación de la calle que llevaría su nombre. (Otra calle bajo el mismo nombre en el distrito berlinés de Tempelhof-Schöneberg lleva el nombre de Johann Heinrich Voss)

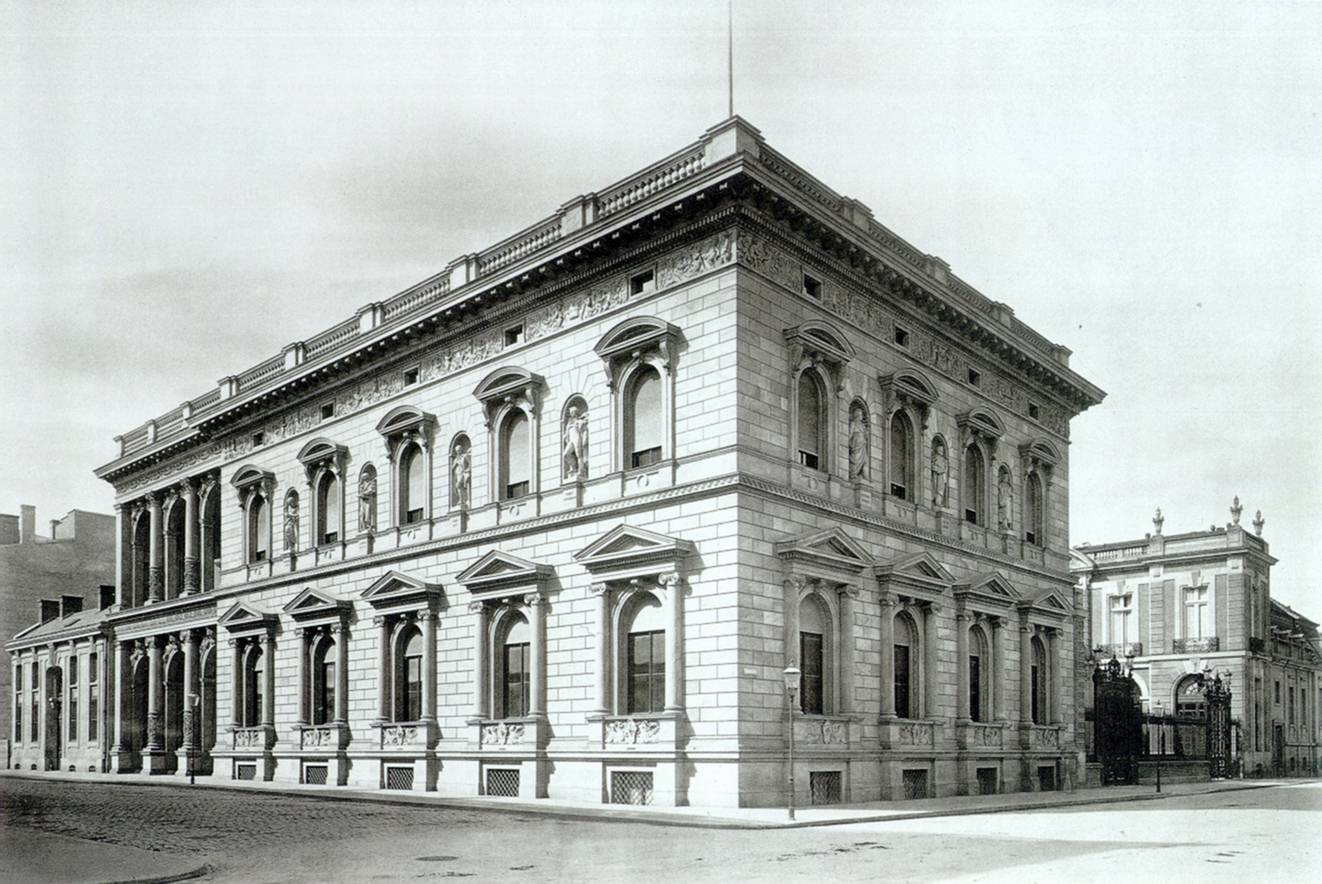
Palais Borsig, circa 1881

Entre los edificios notables en la Voßstrasse a mediados de la década de 1930 estaban: en el lado norte, numerados de este a oeste; Voßstraße 1 - el Palais Borsig, en la esquina de Wilhelmstraße, construido en 1875-1877 en parte del sitio del antiguo Marshall Palais, para el empresario y fabricante alemán Albert Borsig (1829-1878), hijo del ingeniero de locomotoras August Borsig, aunque nunca se mudó a él y murió un año después de su finalización; 2 - la oficina central de Mitropa, una empresa de catering que desde 1916 hasta 2002 administró automóviles para dormir y comer en todo el sistema ferroviario alemán; 3 - la Embajada de Baviera; 4-5 - el Ministerio de Justicia del Imperio alemán, la República de Weimar y el Tercer Reich; 6 - la sede de la German Reich Railway Co; 10 - la Embajada de Württemberg; 11 - las oficinas de Berlín del partido nazi; 15 - el Banco de Delbrück Schickler & Co; 19 - la Embajada de Sajonia.
En el lado sur, numerados de oeste a este; Voßstraße 20 - la antigua Oficina Naval del Reich, que se había mudado al Bendlerblock en 1914; 22 - el Mosse Palais, hogar del magnate editorial judío alemán Hans Lachmann-Mosse (1885–1944); 24-32 - la parte trasera de los enormes grandes almacenes de propiedad judía Wertheim; 33-35 - más oficinas de la Compañía Alemana de Ferrocarriles del Reich. Para la década de 1930, esta última había sido asumida por el nuevo Ministerio de Transporte del Reich, que en su forma final ocupaba una amplia gama de edificios con fachadas en tres calles (Voßstrasse, Leipziger Straße y Wilhelmstraße). Otras direcciones en Voßstrasse eran en su mayoría propiedades residenciales.

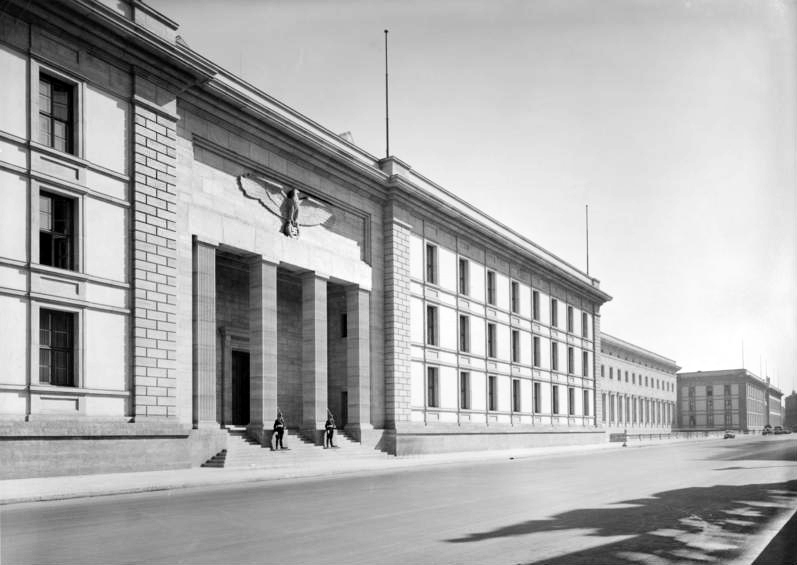
Nueva cancillería del Reich.

En 1938, todo el lado norte de la calle, excepto el Borsig Palais (Voßstraße 1), fue demolido para dar paso al nuevo edificio de la Cancillería del Reich, construido por Albert Speer para Adolf Hitler y abierto en enero de 1939. Incorporando el Borsig Palais en Su estructura, la Cancillería se extendió a lo largo de toda la Voßstrasse, una distancia de 430 metros: su dirección oficial era Voßstraße 6. El edificio fue severamente dañado por las bombas aliadas en febrero de 1945, y las ruinas luego demolidas por las fuerzas de ocupación soviéticas. Hitler se suicidó en el Führerbunker, un poco más al norte, el 30 de abril de 1945. 
Desde el 7 de octubre de 1949, Voßstrasse se ubicó en Berlín Este, lo que hizo poco para desarrollar el área de Potsdamer Platz, ya que estaba en la zona fronteriza sensible, a lo largo de la cual el Muro de Berlín finalmente dividiría la ciudad. En 1956, solo había un edificio sobreviviente en toda la longitud de Voßstrasse, parte de las oficinas de German Reich Railway Co. (Voßstrasse 33). Cuando se levantó el Muro de Berlín en agosto de 1961, gran parte de Voßstraße quedó varada en tierra de nadie. Hoy en día, todavía hay poco que destacar en la calle, aunque continúa atrayendo visitantes curiosos que buscan el sitio de la Cancillería del Reich y el Führerbunker.

En la fotografía aérea a la derecha, tomada en diciembre de 2003, Voßstrasse se extiende de arriba abajo justo a la derecha del centro. La Cancillería del Reich corría a lo largo del lado norte (izquierdo), hasta Wilhelmstraße, la calle de izquierda a derecha en la parte superior de la imagen. Hoy en día hay varios bloques de apartamentos de la era de la RDA, construidos entre 1986 y 1990, y algunos terrenos baldíos cercados detrás de los bloques de apartamentos a lo largo de Wilhelmstraße. En el lado sur (a la derecha) de Voßstrasse, se puede ver el único edificio de antes de la guerra que sobrevivió, parte de las oficinas de German Reich Railway Co. (Voßstraße 33), en su mayoría rodeado por los sitios vacíos de los grandes almacenes Wertheim y el resto del Ministerio de Transportes. Observe también la "tapa" de hormigón sobre el Metro de Berlín.

## Legado
Algunas de las piedras de la nueva Cancillería del Reich en Voßstrasse se usaron más tarde para el Memorial de guerra soviético en Berlín-Treptow.